# アルネマイデンの戦い
アルネマイデンの戦い（アルネマイデンのたたかい、Battle of Arnemuiden）は、1338年9月23日に発生した百年戦争の海戦である。百年戦争の最初の海戦であると同時に、イングランドのキャラック船「クリストファー（Christpher）」が3門の大砲と1門の手銃を持っていたことから、大砲を使ったとの記録が史上初めて残されたヨーロッパの海戦でもある。 
フランスの艦隊は提督のユーグ・クイアレット（Hugues Quiéret）とニコラス・ベフシェ（Nicolas Béhuchet）に率いられており、エドワード3世が軍資金をアントワープで売って稼ぐべく同市へ輸送させていたウールの貨物船（コグ船）5隻からなるイングランドの小艦隊と戦闘を行った。戦闘が起こったのはアルネマイデン（Arnemuiden）付近であり、アルネマイデンは現在オランダ領で当時はフランス王国内のフランドル領だったワルヘレン島（Walcheren）の港である。
英船の乗組員のうち数人がまだ岸にいる時に攻撃を開始した仏船の数の優位に圧倒されながらもジョン・キングストンに指揮されたクリストファーなどのイングランド船隊の船員たちは勇敢に戦った。しかし最終的にキングストンは1日に及ぶ戦闘の後、防御のためのあらゆる手段を使い果たして降伏した。
フランス人は多量な貨物を獲得し、コグ船5隻を拿捕、さらにイングランド人の虜囚を虐殺した。年代記には以下のようにある。
Thus conquering did these said mariners of the king of France in this winter take great pillage, and especially they conquered the handsome great nef called the Christophe, all charged with the goods and wool that the English were sending to Flanders, which nef had cost the English king much to build: but its crew were lost to these Normans, and were put to death.—Collection des chroniques nationales françaises écrites en langue vulgaire du treizième au seizième siècle,  avec notes et éclaircissements par J. A. Buchon, p.272.
訳は以下の通り。当時のアントウェルペンはフランドルの一部である。「ネフ（nef）」は「船」の意味を持つフランス語である。
このようにして征服を行ったフランス王下の海兵隊は、この年の冬、大きな略奪を行い、特にクリストフ号と呼ばれる立派な大きなネフを獲得した。このネフはイングランド王が建造に多くの費用をかけたもので、イングランド人がフランドルに送っていた商品や羊毛のすべてを積んでいた。— Collection des chroniques nationales françaises écrites en langue vulgaire du treizième au seizième siècle, avec notes et éclaircissements par J. A. Buchon, p.272.